# New Bern (Carolina del Norte)
New Bern es una ciudad ubicada en el condado de Craven en el estado estadounidense de Carolina del Norte. Es sede del condado de Craven. La localidad en el año 2020 tenía una población de 31,291 habitantes en una superficie de 69.9 km², con una densidad poblacional de 427.18 personas por km².

## Geografía
New Bern se encuentra ubicada en las coordenadas 35°6′33″N 77°4′9″O / 35.10917, -77.06917 . Según la Oficina del Censo, la localidad tiene un área total de 69,9 km² (27,0 mi²), de la cual 66,9 km² (25,8 mi²) es tierra y 3 km² (1,2 mi²) (4.30%) es agua.

### Localidades adyacentes
El siguiente diagrama muestra a las localidades en un radio de 8 kilómetros (5 mi) de New Bern.

## Demografía
En el 2000 la renta per cápita promedia del hogar era de $29.139, y el ingreso promedio para una familia era de $38.990. El ingreso per cápita para la localidad era de $18.499. En 2000 los hombres tenían un ingreso per cápita de $28.720 contra $21.687 para las mujeres. Alrededor del 19.40% de la población estaba bajo el umbral de pobreza nacional.
| 1800  | 1810  | 1820  | 1830  | 1840  | 1850  | 1860  | 1870  | 1880  | 1890  | 1900  | 1920   | 1930   | 1940   | 1950   | 1960   | 1970   | 1980   | 1990   | 2000   | Est.2008 |
| ----- | ----- | ----- | ----- | ----- | ----- | ----- | ----- | ----- | ----- | ----- | ------ | ------ | ------ | ------ | ------ | ------ | ------ | ------ | ------ | -------- |
| 2.467 | 3.663 | 3.796 | 3.690 | 4.681 | 5.432 | 5.849 | 6.443 | 7.843 | 9.090 | 9.961 | 12.198 | 11.981 | 11.815 | 15.812 | 15.717 | 14.660 | 14.577 | 17.363 | 23.128 | 28.586   |